# Georges Dossin
Georges Dossin   (Wandre, 4 de febrer de 1896 - Lieja, 8 de desembre de 1983) va ser un arqueòleg, assiriòleg i historiador de l'art belga.

## Biografia
Va estudiar a Lieja i París, on es va doctorar en filologia clàssica (1921) i en història i literatura oriental (1923). Del 1924 al 1945 va impartir classes d'història de l'art de l'Àsia Menor a l'Institut Royal d'Histoire de l'Art et d'Archeologie de Brussel·les i, mentrestant, va impartir diversos cursos en els camps de la història de l'art i l'arqueologia a la Universitat de Lieja (1924-1935); classes de llengua accàdia a l'Institut des Hautes Études de Belgique de Brussel·les (1929-1939), i classes d'història oriental i de llengües assirobabilòniques a la Universitat Lliure de Brussel·les (1935-1941).
Després de la Segona Guerra Mundial, va continuar treballant com a professor a l'Institut des Hautes Études de Belgique (1945-1955) i a la Universitat Lliure de Brussel·les (1946-1951), i finalment va exercir com a professor d'assiriologia i gramàtica comparativa de les llengües semítiques a la Universitat de Lieja (1951-1966).
Sota la direcció de François Thureau-Dangin, va realitzar treballs d'excavació a Arslan Tash (1928) i Til Barsip (1931) al nord de Síria, i més tard, va passar uns quants anys treballant amb André Parrot a les excavacions del jaciment de Mari (1937-1939, 1951-1953). Se li atribueix a Dossin haver desxifrat milers de tauletes antigues.
Va ser membre de l'Académie Royale des Sciences, des Lettres et des Beaux-Arts de Belgique i membre corresponsal estranger de l'Académie des Inscriptions et Belles-Lettres (1944). Amb Thureau-Dangin, va ser cofundador de la revista Rencontres Assyriologiques.

## Obres publicades (selecció)
- Autres textes sumériens et accadiens (en francès), 1927.
- Arslan-Tash (en francès), 1931. Junt amb François Thureau-Dangin.
- Lettres de la première dynastie babylonienne (en francès), 1933.
- Til-Barsib (en francès), 1936. Junt amb François Thureau-Dangin.
- Benjaminites dans les textes de Mari (en francès), 1939.
- Archives royales de Mari (en francès), 1946. Junt amb André Parrot.